# Pomologia (Prószków)
Pomologia – część miasta, a zarazem historyczna dzielnica niespełna 3-tysięcznego miasta Prószków w woj. opolskim. Sam termin "pomologia" dotyczy działu nauk rolniczych, a dokładnie dział sadownictwa zajmujący się morfologią (w tym genealogią) drzew i krzewów owocowych. Miasto Prószków ma bardzo bogatą historię, a początki jego powstania datuje się na połowę XIII wieku.
W przeszłości istniały tutaj: manufaktura wyrobów fajansowych, cegielnia, młyny wodne, gorzelnia, kowalstwo, wiatrak, browar. W roku 1847 powstała Królewska Akademia Rolnicza a w roku 1868 swoją działalność rozpoczął Królewski Instytut Pomologiczny, którego inicjator Gustaw Stoll i jako pierwszy dyrektor uczelni przyczynił się do rozbudowy obiektów dydaktycznych oraz powiększenia powierzchni gospodarstwa, gdzie pojawiły się szkółki i pola uprawne. Od 1871 roku powstawały kolejno: internat, mieszkania dla pracowników, przetwórnia owoców, system wodociągów nawadniających sad, cieplarnie oraz chłodnie. Następnie w 1878 założono park w celach dydaktycznych i ochronnych dla słabo odpornych odmian drzew owocowych.
W 1915 roku nazwę instytutu zmieniono na Królewska Szkoła Sadowniczo-Ogrodowa. W roku 1924 uczelnię przekształcono na Niższą Roczną Szkołę Ogrodniczą, która działała do roku 1944. Po II wojnie światowej znalazła się pod bezpośrednim zarządem władz polskich. Świadectwem bardzo bogatej historii Pomologii są zachowane zabytki, m.in. kamienice, w których w latach osiemdziesiątych mieściło się zaoczne technikum ogrodnicze, brama wjazdowa, winiarnia, a dokładniej pozostała po niej konstrukcja, zachowana dzięki decyzji wojewódzkiego konserwatora zabytków. Zachował się także - dość zniszczony, ale zdaniem ekspertów nadający się do odtworzenia - budynek koziarni oraz pozostałości po fontannach.
Po drugiej stronie drogi wojewódzkiej znajduje się zabytkowa biblioteka – Księgozbiór Królewskiej Akademii Rolniczej. Między bramą a kamienicami leży kamień pamiątkowy, który położono w 1962 r. z okazji XV-lecia istnienia Państwowego Technikum Ogrodniczego. Do obiektów zabytkowych Pomologii należy również park zabytkowy o powierzchni ok. 17 ha. W roku 1947 powstało Państwowe Koedukacyjne Liceum Ogrodnicze a jego następcą było Państwowe Technikum Ogrodnicze. W roku 1969 wybudowano nowoczesny budynek główny oraz internat i tak rozpoczął działalność Zespół Szkół Ogrodniczych im. Józefa Warszewicza. Były PGR, który znajdował się w bezpośrednim sąsiedztwie Pomologii przyłączono do szkoły i powstało Gospodarstwo Pomocnicze przy Zespole Szkół Ogrodniczych im. J. Warszewicza w Prószkowie; funkcjonowało ono do lat dziewięćdziesiątych ubiegłego stulecia. Obecnie szkoła nosi nazwę Zespołu Szkół im. J. Warszewicza. Budynek szkoły oraz przyległy teren, w tym boiska sportowe, zostały wyremontowane i zmodernizowane. Podniesiona została estetyka wizualna budynku szkoły, co daje wyraz dbałości obecnych władz tej placówki. Obecnie Przy Zespole Szkół działa Wojewódzki Ośrodek Szkolenia Młodzieży w Piłce Nożnej. Szkoła stanowi jeden z elementów zasobów kulturowych o dużym znaczeniu dla Pomologii oraz dla regionu.
J. Warszewicz był wielkim podróżnikiem. Był także odkrywcą nowych gatunków roślin, które przywiózł do Europy. Po świetności Państwowego Technikum Ogrodniczego, które było kontynuacją działalności tego ośrodka ogrodnictwa do dziś pozostały szklarnie i część budynków gospodarczych. Jeszcze w latach osiemdziesiątych uprawiano tutaj na szeroką skalę sady owocowe i szkółkarstwo, funkcjonowała przetwórnia warzyw i owoców oraz chlewnia.
Oprócz osobistości związanych z Pomologią w przeszłości obecnie żyje człowiek, który także wniósł ogromny wkład w historię Pomologii. Jest nim 91-letni mieszkaniec Pomologii, mgr inż. Zenobiusz Mierzejewski, urodzony w Dąbrowie Górniczej 12 marca 1916 roku. Na początku swojej drogi edukacyjnej związanej z ogrodnictwem ukończył Szkołę Ogrodniczą w Tarnowie a następnie Średnią Szkołę Ogrodniczą w Bielsku-Białej. W czasie II wojny światowej pracował 6 lat w ogrodnictwie w Dreźnie przy produkcji roślin wrzosowatych w ramach robót przymusowych. Po wojnie rozpoczął pracę jako wykładowca i kierownik w Państwowym Gimnazjum i Liceum Ogrodniczym w Grodźcu, woj. katowickie. W 1950 roku rozpoczął pracę w Technikum Ogrodniczym w Prószkowie, gdzie został przeniesiony służbowo. Prowadził zajęcia z dendrologii, kwiaciarstwa, terenów zielonych, ogrodnictwa ozdobnego, miernictwa i rysunku zawodowego. Zdobył tytuł inżyniera ogrodnika ze specjalnością kwiaciarstwa. W okresie pracy w Państwowym Technikum Ogrodniczym zajmował też stanowiska kierownicze oraz pełnił funkcje zastępcy dyrektora oraz dyrektora szkoły. Pan Zenobiusz Mierzejewski był zawsze bardzo aktywny społecznie. Był członkiem rady nadzorczej Wojewódzkiej Spółdzielni w Opolu, w zarządzie oddziału NOT oraz w innych organizacjach. Dużo czasu poświęcał hodowli nowych odmian roślin iglastych. Jest wspaniałym pedagogiem, umiejącym zaszczepić zamiłowanie do sztuki ogrodnictwa. Należy do ludzi, którzy wnieśli największy wkład w dorobek historyczny Pomologii od lat 50. ubiegłego stulecia. Przyczynił się do znacznego powiększenia areału gospodarstwa (do ponad 100 ha), walcząc o każdy kawalek ziemi u władz państwowych. Opracował tekst do publikacji "Park arboretum w Prószkowie" dotyczącej parku, na co poświęcił trzy lata. Wpłynęło to niekorzystnie na jego wzrok, gdyż robił to w wieku 81-84 lat.

## Zabytki
Do wojewódzkiego rejestru zabytków wpisane są:
- zajazd, ul. Opolska 9, z pocz. XX w.,
- park – arboretum.